# 美丽的南方
《美丽的南方》是壮族作家陆地的长篇小说处女作，1959年完成，1960年由作家出版社初版。该书是中华人民共和国成立后第一部反映壮族人民生活和斗争的长篇小说，注重性格刻画，具有地方特色。小说中叙述了贫苦农民韦廷忠的命运变化，以及当地农民在土改中扮演的角色。2008年，小说由广西电视台改编为20集的同名电视剧。

## 创作过程
1951年冬，于中共广西省委宣传科任职的陆地被派往广西土改工作总团二分团，参加邕宁县土改工作。团长是刘宏，副团长是吴景超和田汉，艾青、胡绳、唐明照、李可染等都是团员。团部驻扎在一个叫麻子畲的村庄，五个月中，陆地与北京派来的队员日益熟悉。尤其燕京大三女生薛传釗感慨“真舍不得离开这块美丽的地方啊”，激发了作者的灵感。当年11月，陆地前往北京，得到一年创作假，到工农兵中体验生活。
1953年初，陆地赴邕宁华安乡一邓姓农家体验生活，半年后又移居南宁近郊雷姓农民家中。书稿就是在这时开始创作。中南局宣传部本来希望将作者调到武汉钢铁厂体验，但被广西省委宣传部拦下。反右运动之后，葛震替补为广西省委宣传部长，让陆地专心写小说。大跃进之后，创作假获批，作者得以在桂林榕湖饭店改稿。1959年4月初到6月中旬，终于改完了1953年的未完稿，形成23万字的小说，于1960年4月作家出版社初版。

## 情节提要
长岭村地主覃俊三的佃户韦廷忠，家庭不和，生活十分困难，当他听到土改工作队就要进村的消息时，开始很害伯，工作队进村后解除了疑虑，但还是不敢冒然接近。
工作队长冯文不作深入调查研究，片面地听信几个把持农会者的假汇报，过早地决定划分阶级成分。这引起了许多工作队员和农民的不满。捞到乡民兵队长职权的地主爪牙梁正，乘机威逼村民到土改工作团团部“请愿”。韦廷忠听说“请愿”实际上是要赶走工作队时，到了半路便偷偷地离开了“请愿”队伍。此时，来长岭乡检查工作的省委书记贺寒桥及时戳穿了地主的阴谋，并具体地指导了工作队的整风活动。春节过后，工作踏实，为人谦和的杜为人调来长岭村，接替了冯文的队长工作。在他的带动下，工作队员与贫雇农实行“三同”群众很快发动了起来。
韦廷忠对工作队虽有好感，但他仍然对土改十分消极。覃俊三为了杀人灭口，阴谋害死了韦廷忠的老婆阿桂。工作队通过追查这一案件，把覃俊三的新罪旧帐一一揭发。韦廷忠觉醒了，他交出了阿桂收藏的财物，振作起精神，积极参加土改，很快便成了运动骨干。最后，他加入了中国共产党。
初夏时节，土改结束，队员们告别了来岭村。

## 摘录
“她现在让清凉的水从聊上轻轻的流过，凝视着倒下水面上的那根竹子，好像在想：‘生命是那样容易过去’。总之，她不觉沉浸于一种自己也说不清的遐想。等到她把视线收回来的时候，眼前就出现自己在水里的面影。她想起那些来信的语言，想起那个治毒蛇的药方，想起书本上讲的故事……”